# Saison 4 de Blue Bloods
Chronologie
Saison 3 Saison 5
Cet article présente le guide des épisodes de la quatrième saison de la série télévisée américaine Blue Bloods.

## Distribution de la saison

### Acteurs principaux
- Tom Selleck (VF : Jacques Frantz) : Francis « Frank » Reagan
- Donnie Wahlberg (VF : Loïc Houdré) : Daniel « Danny » Reagan
- Bridget Moynahan (VF : Françoise Cadol) : Erin Reagan-Boyle
- Will Estes (VF : Anatole de Bodinat) : Jamison « Jamie » Reagan
- Len Cariou (VF : Thierry Murzeau) : Henry Reagan
- Marisa Ramirez (VF : Magali Barney) : l'inspecteur Maria Baez[1]
- Amy Carlson (VF : Josy Bernard) : Linda Reagan, femme de Danny
- Sami Gayle (VF : Adeline Chetail) : Nicole « Nicky » Reagan-Boyle, fille de Erin Reagan-Boyle récemment divorcée

### Acteurs récurrents et invités
- Tony Terraciano (VF : Mathéo Dumond) : Jack Reagan, fils de Danny et Linda Reagan
- Andrew Terraciano (VF : Valentin Cherbuy) : Sean Reagan, fils de Danny et Linda Reagan
- Abigail Hawk (VF : Catherine Cipan) : Abigail Baker / « Beckie », la secrétaire de Frank
- Gregory Jbara (VF : Jean-François Kopf) : Garrett Moore, Chef Adjoint à l'Information
- Robert Clohessy (VF : Serge Blumenthal) : Sergent Gormley (11 épisodes)
- Nicholas Turturro (VF : Mark Lesser) : Sergent Anthony Renzulli, coéquipier de Jamie (épisode 2)
- John Ventimiglia (VF : Olivier Augrond) : Dino Arbogast (11 épisodes)
- Vanessa Ray (VF : Marie-Eugénie Maréchal) : Edith « Eddie » Janko, coéquipière de Jamie[2] (16 épisodes)
- Bebe Neuwirth (VF : Caroline Beaune) : Kelly Peterson[3] (5 épisodes)
- James Nuciforo (VF : Gilduin Tissier) : Inspecteur Jim Nuciforo (épisodes 2, 8, 11 et 21)
- Alexandra Wentworth : Naomi[4] (épisode 2)
- Marc Blucas : Russell Berke[5] (épisode 2)
- Peter Hermann (VF : Constantin Pappas) : John « Jack » Boyle (épisodes 3, 8 et 17)
- Ato Essandoh (VF : Christophe Lemoine) : Révérend Potter (épisode 3)
- Charisma Carpenter : Marianne Romano[6] (épisode 6)
- David Ramsey (VF : Daniel Lobé) : Maire Carter Poole (épisodes 7 et 11)
- Kirk Acevedo : Jave « Tic-Tac » Baez, frère de Maria[7] (épisode 9)
- Tom Cavanagh : Mickey[8] (épisode 11)
- Annie Wersching : Joyce Carpenter (épisode 16)

Note : Carey Lowell a initialement décroché le rôle de Joyce pour le seizième épisode mais a été remplacée par Annie Wersching.

## Diffusion
- En France, la saison a été diffusée du 13 août 2016 au 27 août 2016 sur M6. Elle a été interrompue pour laisser place à la seconde saison de NCIS : Nouvelle-Orléans. Les épisodes restant ont été diffusés du 1er octobre 2017 au 15 octobre 2017 sur W9 à la suite du succès d'audience de la saison 5 durant l'été 2017.

## Épisodes

### Épisode 1:Carte blanche
- États-Unis /  Canada : 27 septembre 2013 sur CBS[10] / CTV
- Québec : 26 août 2014 sur Séries+[11]
- Belgique : 9 janvier 2015 sur RTL TVI
- France : 13 août 2016 sur M6
- Suisse : sur RTS Un

- États-Unis : 11,7 millions de téléspectateurs[12]
- Canada : 1,54 million de téléspectateurs[13]

- Abigail Hawk (Abigail Baker)
- Gregory Jbara (Garrett Moore)
- Vanessa Ray (Eddie)
- John Ventimiglia (Dino Arbogast)
- Amy Morton (Amanda Harris)
- Malcolm Goodwin (Angelo Reed)
- Auden Thornton (Angie)
- Ryan Johnston (Joey Fabrizio)
- Ejyp Johnson (Trevor Powell)
- Sylvia Kauders (Mrs. Caruso)
- Josh Tower (Détective Donnelly)
- James Martinez (Salazar)
- Racine Russell (Policier en uniforme # 1)
- Amanda Holston (Officier Laurie Collins)
- Kathleen McNenny (Docteur des urgences)

### Épisode 2:Les Dessous d'Hollywood
- États-Unis /  Canada : 4 octobre 2013 sur CBS / CTV
- Québec : 2 septembre 2014 sur Séries+
- Belgique : 9 janvier 2015 sur RTL TVI
- France : 13 août 2016 sur M6

- États-Unis : 11,37 millions de téléspectateurs[14]
- Canada : 1,526 million de téléspectateurs[15]

- Gregory Jbara (Garrett Moore)
- Robert Clohessy (Sergent Gormley)
- Vanessa Ray (Eddie)
- Nick Turturro (Sergent Renzulli)
- John Ventimiglia (Dino Arbogast)
- James Nuciforo (Détective Nuciforo)
- Norah O'Donnell (Elle-même)
- Marc Blucas (Russell Berke)
- Ali Wentworth (Naomi)
- Carmine Cangialosi (Str8Arrow)
- Aldous Davidson (Hiro)
- Craig Waletzko (Dr Fellows)
- Malik Hammond (Yoo-Hoo)
- Lee Summers (Sergent Stiles)
- Tom Kemp (Herb Eastman)
- Carole Demas (Beth Eastman)
- Mike Houston (Officier Lee)
- Alexis Suarez (Policier # 2)
- James Georgiades (Gus Galanis)
- Ashley Gerasimovich (Claire)
- Russell Jordan (Employé)
- Jamil Mena (Policier en uniforme)
- Nnamudi Amobi (Policier en uniforme # 2)
- Ben Diskant (Officier du Commissariat)
- Alexandra O'Daly (Policier # 3)
- Jeff Rubino (Policier # 4)

### Épisode 3:Désobéissance
- États-Unis /  Canada : 11 octobre 2013 sur CBS / CTV
- Québec : 9 septembre 2014 sur Séries+
- Belgique : 16 janvier 2015 sur RTL TVI
- France : 13 août 2016 sur M6

- États-Unis : 10,56 millions de téléspectateurs[16]
- Canada : 1,641 million de téléspectateurs[17]

- Gregory Jbara (Garrett Moore)
- Abigail Hawk (Abigail Baker)
- Vanessa Ray (Eddie)
- Nick Turturro (Sergent Renzulli)
- John Ventimiglia (Dino Arbogast)
- Peter Hermann (Jack Boyle)
- Armando Riesco (en) (Delgado)
- Jake Miller (Michael Hudson)
- Faith Sandberg (Amanda Stone)
- Grayson Taylor (Ryan Stone)
- Sean Meehan (Lieutenant Nash)
- Ron Canada (Mason)
- Kevin Kilner (Keller)
- Christian Navarro (Policier en uniforme # 1)
- Cindy Cheung (Juge Andros)
- Alexis Bronkovic (Cathy)
- Luis Moreno (Suarez)
- Dan Schahner (Détective du TARU)
- Mark Morettini (Officier Sheen du TARU)
- Alex Emanuel (Sean Stevens)
- Ato Essandoh (Potter)
- Steve Cambria (Officier du Tribunal)

### Épisode 4:Faux-semblants
- États-Unis /  Canada : 18 octobre 2013 sur CBS / CTV
- Québec : 16 septembre 2014 sur Séries+
- Belgique : 16 janvier 2015 sur RTL TVI
- France : 13 août 2016 sur M6

- États-Unis : 10,56 millions de téléspectateurs[18]
- Canada : 1,688 million de téléspectateurs[19]

- Gregory Jbara (Garrett Moore)
- Abigail Hawk (Abigail Baker)
- Vanessa Ray (Eddie)
- Bebe Neuwirth (Kelly Peterson)
- E.J. Carroll (Bernard Goodman)
- Christina Choe (Amy Lin)
- Kate Levy (Jeane Richards)
- Ki Hong Lee (David Lin)
- C. S. Lee (Mr. Lin)
- Mariko Takai (Mrs. Lin)
- Marsha Dietlein (en) (Mrs. Clarke)
- Morgan Turner (Stacey Clarke)
- Jose Soto (Luis)
- Emily Nicole Hansen (Skinny Blonde)
- Drew Hirshfield (Detective du bureau de la Stratégie anti-crime)
- Matthew Rocheleau (Reporter)
- Eric Bryant (JAssistant du Procureur Judd)
- Tom Bateman (Employé de la Morgue)
- Glenn Turner (Sans-abri)

### Épisode 5:Otages
- États-Unis /  Canada : 25 octobre 2013 sur CBS / CTV
- Québec : 23 septembre 2014 sur Séries+
- Belgique : 23 janvier 2015 sur RTL TVI
- France : 14 août 2016 sur M6

- États-Unis : 11,27 millions de téléspectateurs[20]
- Canada : 1,582 million de téléspectateurs[21]

- Gregory Jbara (Garrett Moore)
- Abigail Hawk (Abigail Baker)
- Vanessa Ray (Eddie)
- John Ventimiglia (Dino Arbogast)
- Makenna Barrett (Lottie Holden)
- Alison Wright (Brijita Holden)
- Maury Ginsberg (Scott Holden)
- David Vadim (Vigor Kovacs)
- Daniel Eric Gold (Grady)
- Frank Wood (Père Markhum)
- Connie Ray (Ruth)
- Antoinette LaVecchia (Elaine)
- Brian Patrick Faherty (Ronald-Guard)
- Tabitha Holbert (Technicien du TARU)
- Eric Santiago (Instructeur de Karaté)
- Kevin Coubal (Policier en uniforme)
- George Katt (Officier Horvat)
- Kresh Novakovic (Policier en civil # 2)
- Robert Sella (Brian - Employé)

### Épisode 6:Amis d'enfance
- États-Unis /  Canada : 1er novembre 2013 sur CBS / CTV
- Québec : 30 septembre 2014 sur Séries+
- Belgique : 23 janvier 2015 sur RTL TVI
- France : 20 aout 2016 sur M6

- États-Unis : 11,01 millions de téléspectateurs[22]
- Canada : 1,581 million de téléspectateurs[23]

- Gregory Jbara (Garrett Moore)
- Vanessa Ray (officier Eddie Janko)
- Abigail Hawk (Abigail Baker)
- Bebe Neuwirth (Kelly Peterson)
- Charisma Carpenter (Marianne Romano)
- Jeff Lima (Tomas Lugo)
- Ronny Mercedes (Jonny Borrero)
- Michael Lopez (Ricky Cisneros)
- Shirley Roeca (Tante Marisol)
- Andrew Kober (Joey Marsh)
- Stink Fisher (Joe Frye)
- Luke Guldan (Ralphie Vitale)
- Michael Pemberton (Sergent Clancy)
- Kevin W. Yamada (Détective)
- Roy Jackson (Détective Tiny)
- Cliff Moylan (Policier en uniforme)

### Épisode 7:Poker menteur
- États-Unis /  Canada : 8 novembre 2013 sur CBS / CTV
- Québec : 7 octobre 2014 sur Séries+
- Belgique : 30 janvier 2015 sur RTL TVI
- France : 20 aout 2016 sur M6

- États-Unis : 10,97 millions de téléspectateurs[24]
- Canada : 1,386 million de téléspectateurs[25]

- Abigail Hawk (Abigail Baker)
- Gregory Jbara (Garrett Moore)
- Vanessa Ray (Officier Eddie Janko)
- John Ventimiglia (Dino Arbogast)
- David Ramsey (Maire Poole)
- Aida Turturro (Marta)
- Bruce Cutler (Lui-même)
- Elliot Villar (James Montero)
- Haaz Sleiman (Teri Damiri)
- Frank Whaley (Gary Heller)
- Ali Ahn (Assistante du Procureur Ella Ryu)
- Soraya Butler (Passant #1)
- Paul Douglas Anderson (passant #2)
- Gameela Wright (Reporter)
- Matthew Humphreys (Arthur Phillips)
- Christian Keiber (Arelli)
- Kevin O'Rourke (Monseigneur Doonan)
- Matt Raimo (Acteur)
- Gianmarco Soresi (Reporter #1)
- Daniel Morgan Shelley (Policier en uniforme #1)
- JJ Wynder (Marcus Green)
- Arron Lloyd (Gangster #1)
- Eric Arriola (Gangster #2)

### Épisode 8:Dans les règles
- États-Unis /  Canada : 15 novembre 2013 sur CBS / CTV
- Québec : 14 octobre 2014 sur Séries+
- Belgique : 30 janvier 2015 sur RTL TVI
- France : 20 aout 2016 sur M6

- États-Unis : 11,79 millions de téléspectateurs[26]
- Canada : 1,683 million de téléspectateurs[27]

- Gregory Jbara (Garrett Moore)
- Vanessa Ray (Officier Eddie Janko)
- Abigail Hawk (Abigail Baker)
- John Ventimiglia (Dino Arbogast)
- Robert Clohessy (Sergent Gormley)
- James Nuciforo (Détective Nuciforo)
- Peter Hermann (Jack Boyle)
- Chazz Palminteri (Angelo Gallo)
- Rikki Klieman (Katrina McCarthy)
- Simon Feil (Howard Lombardi)
- J. Mallory-McCree (Deshawn Williams)
- C. Thomas Howell (Alex Polanski)
- Clyde Balbo (Ken Peters)
- Linda Powell (Pauline)
- Ivan Quintanilla (Drew)
- Jasmine Cephas Jones (Shania Costa)
- JP Serret (Jose Otero)
- April Yvette Thompson (Letitia)
- Elaine Del Valle (Sophia Martin)
- Eliud Kauffman (Thomas Martin)
- Maria Rivera (Ella Martin)
- Barbara Haas (Vendeur)
- Jason Ralph (Jake Singer)
- Nicole Patrick (Melissa)
- Andrew Madsen (Barman)
- Penwah (Mrs. Williams)

### Épisode 9:Le Piège des apparences
- États-Unis /  Canada : 22 novembre 2013 sur CBS / CTV
- Québec : 21 octobre 2014 sur Séries+
- Belgique : 6 février 2015 sur RTL TVI
- France : 20 aout 2016 sur M6

- États-Unis : 11,9 millions de téléspectateurs[28]
- Canada : 2,064 millions de téléspectateurs[29]

- Gregory Jbara (Garrett Moore)
- Abigail Hawk (Abigail Baker)
- Robert Clohessy (Sergent Gormley)
- Kirk Acevedo (Jave "Tic-Tac" Baez)
- Anita Gillette (Colleen McGuire)
- Bryan T. Donovan (Brendan McGuire)
- Geraldine Hughes (Meara McGuire)
- Deshawn Harold Mitchell (Uni # 1)
- Gabe Hernandez (Barman)
- Gonzalo Vargas (Fan du Chili #1)
- Brian Quijada (Fan du Venezuela #1)
- David Carranza (Fan du Venezuela #2)
- Edgar Ribon (Fan du Chili #2)
- January Lavoy (Denise Donohue)
- Remy Auberjonois (Preston Morris)
- Jos Laniado (Arturo Vega)
- Jeffrey C. Hawkins (Docteur)
- William Hill (Roy)
- Tabitha Holbert (Technicien du TARU)
- Scott Sowers (Russo)
- Andrew Raab (Huckster)
- Darren Lipari (Policier en civil # 1)

### Épisode 10:Erreur sur la cible
- États-Unis /  Canada : 13 décembre 2013 sur CBS / CTV
- Québec : 28 octobre 2014 sur Séries+
- Belgique : 6 février 2015 sur RTL TVI
- France : 21 aout 2016 sur M6

- États-Unis : 10,94 millions de téléspectateurs[30]
- Canada : 2,128 millions de téléspectateurs[31]

- Gregory Jbara (Garrett Moore)
- Vanessa Ray (Officier Eddie Janko)
- Abigail Hawk (Abigail Baker)
- Laura Breckenridge (Dana Wilson)
- Tom Degnan (Fire Marshall Rick Kelly)
- Alok Tewari (Imam Ansar)
- Ryan Barry (Policier en uniforme)
- Gregory Cook (Kevin Conklin)
- Angela Pietropinto (Mrs. Sudarsky)
- Andrew Stewart-Jones (Officier Kamins)
- Samrat Chakrabarti (Parmar Hameed)
- Piter Marek (Baahir Zaki)
- A.K. Sioud (Mustafa Haddad)
- Sepideh Moafi (Aaliya Zaki)
- Lucy Fava (Sudi Zaki)
- Ken Schwarz (Avocat de Hameed)
- Christine Wright (Urgentiste # 1)
- Robert Keiley (Démineur)

### Épisode 11:Les Illusions perdues
- États-Unis /  Canada : 20 décembre 2013 sur CBS / CTV
- Québec : 4 novembre 2014 sur Séries+
- Belgique : 13 février 2015 sur RTL TVI
- France : 27 août 2016 sur M6

- États-Unis : 10,52 millions de téléspectateurs[32]
- Canada : 2,03 millions de téléspectateurs[33]

- Gregory Jbara (DCPI Garrett Moore)
- Vanessa Ray (officier Eddie Janko)
- Abigail Hawk (Abigail Baker)
- Tom Cavanagh (Mickey)
- Rebecca Budig (Connie)

### Épisode 12:Le Croquemitaine
- États-Unis /  Canada : 10 janvier 2014 sur CBS / CTV
- Québec : 11 novembre 2014 sur Séries+
- Belgique : 13 février 2015 sur RTL TVI
- France : 27 août 2016 sur M6

- États-Unis : 12,68 millions de téléspectateurs[34]
- Canada : 1,927 million de téléspectateurs[35]

- Gregory Jbara (Garrett Moore)
- Vanessa Ray (Officier Eddie Janko)
- Abigail Hawk (Abigail Baker)
- Robert Clohessy (Sergent Gormley)
- John Ventimiglia (Dino Arboghast)
- Bebe Neuwirth (Kelly Peterson)
- Erik Jensen (Jimmy Delaney)
- Willa Fitzgerald (Lacey Sutherland)
- Kate Grimes (Lisa Sutherland)
- Ben Livingston (Gavin Sutherland)
- Sage Kirwan (Jane)
- JJ Condon (Josh)
- Miles Chandler (Boy)
- Sasha Allen (Carmen Hill)
- Donnetta Lavinia Grays (Urgentiste)
- Julia Goldani Telles (Morgan Smith / Stalings)
- Harry Sutton Jr. (Reporter # 1)
- Jacob A. Ware (Reporter # 2)
- Joe Avellar (Reporter # 3)
- Mario Brassard (Restaurateur)
- Sophia Parra (Trophy Wife)
- Victor Cruz (Technicien Flores du TARU)
- Harry Alderson (Garçon Inconscient)
- Izzy Ringer (Fille inconsciente)

### Épisode 13:Une lignée de guerriers
- États-Unis /  Canada : 17 janvier 2014 sur CBS / CTV
- Québec : 18 novembre 2014 sur Séries+
- Belgique : 20 février 2015 sur RTL TVI
- France : 27 août 2016 sur M6

- États-Unis : 12,62 millions de téléspectateurs[36]
- Canada : 2,016 millions de téléspectateurs[37]

- Abigail Hawk (Abigail Baker)
- Gregory Jbara (Garrett Moore)
- Karen Allen (Betty Lowe)
- Doug E. Doug (Lamar Roberts)
- Racine Russell (Officier Cosgrove)
- Kelli Barrett (Maryann Russell)
- Michael Basile (Urgentiste)
- Terry Serpico (Major Harrison)
- David Wilson Barnes (en) (Dr Dawson)
- Jeremie Harris (Lyle Trevino)
- Jeremy Luke (Détective Douglas)
- Chad Michael Collins (John Russell)
- Michael Capperella (Tommy Russell)
- Logan Crawford (Reporter # 1)

### Épisode 14:La Reine des abeilles
- États-Unis /  Canada : 31 janvier 2014 sur CBS / CTV
- Québec : 25 novembre 2014 sur Séries+
- Belgique : 20 février 2015 sur RTL TVI
- France : 27 août 2016 sur M6

- États-Unis : 12,93 millions de téléspectateurs[38]
- Canada : 2,001 millions de téléspectateurs[39]

- Abigail Hawk (Abigail Baker)
- Gregory Jbara (Garrett Moore)
- Robert Clohessy (Sergent Gormley)
- Jerick Hoffer (Dennis Alias Tallulah)
- Larry Mitchell (Mickey O'Donnell)
- Michael Potts (Thorton Mead)
- Robert Farrior (Skip Ballister)
- Marc Raco (Sergent Matthews)
- Katie Maguire (Officier Flanagan)
- Taryn Tonelli (Receptioniste)
- Rebecca Naomi Jones (Barbara Keyes)
- Reed Birney (Burden Maxwell)
- Sharon Washington (de) (Doris Cooper)
- Joe Maruzzo (Sal Laduca)
- Brian Edwards (Technicien criminaliste)
- Steven Brinberg (Vijayjay Sings)
- Gregory Haney (Larissa)

### Épisode 15:Au bout de l'espoir
- États-Unis /  Canada : 28 février 2014 sur CBS / CTV
- Québec : 2 décembre 2014 sur Séries+
- Belgique : 27 février 2015 sur RTL TVI
- France : 28 août 2016 sur M6

- États-Unis : 11,96 millions de téléspectateurs[40]
- Canada : 2,087 millions de téléspectateurs[41]

- Abigail Hawk (Abigail Baker)
- Gregory Jbara (Garrett Moore)
- Robert Clohessy (Sergent Gormley)
- Bebe Neuwirth (Kelly Peterson)
- Bruce Cutler (Lui-même)
- Greg Germann (Dr Michael Raskins)
- Diane Davis (Karen Wallace)
- Quincy Dunn-Baker (Mark Wallace)
- Patrick Breen (Joseph Scott)
- Amy Morton (Amanda Harris)
- Caroline Strong (Diana Del Rio)
- Gabriella Palminteri (Jenna Wallace)
- Jimmy Brewer (Ben)
- Jeremy Burnett (Uniform)
- Suzanne H. Smart (Agent de circulation)
- David Pittu (Agent Jason Tomasetti)
- Daisy Tahan (Stacy Goldman)
- Sonnie Brown (Anita Rosen)
- Jayne Houdyshell (Roseanne Galecki)
- Leanne Agmon (Allie Scott)
- James Shanahan (Greg Galecki)

### Épisode 16:Une douleur trop forte
- États-Unis /  Canada : 7 mars 2014 sur CBS / CTV
- Québec : 9 décembre 2014 sur Séries+
- Belgique : 27 février 2015 sur RTL TVI
- France : 1er octobre 2017 sur W9

- États-Unis : 12,03 millions de téléspectateurs[42]
- Canada : 1,935 million de téléspectateurs[43]

- Abigail Hawk (Abigail Baker)
- Gregory Jbara (Garrett Moore)
- Annie Wersching (Joyce Carpenter)
- Shelley Hennig (Maya)
- Carey Lowell (Joyce)

### Épisode 17:Le Jeu du K.O.
- États-Unis /  Canada : 14 mars 2014 sur CBS / CTV
- Québec : 16 décembre 2014 sur Séries+
- Belgique : 6 mars 2015 sur RTL TVI
- France : 1er octobre 2017 sur W9

- États-Unis : 11,68 millions de téléspectateurs[44]
- Canada : 2,036 millions de téléspectateurs[45]

- Abigail Hawk (Abigail Baker)
- Gregory Jbara (Garrett Moore)
- Robert Clohessy (Sergent Gormley)
- John Ventimiglia (Dino Arbogast)
- Peter Hermann (Jack Boyle)
- Rose Hemingway (Stephanie Rose)
- Josh Segarra (Mike Rose)
- Kevin Hogan (Docteur)
- Sharrieff Pugh (Third Person Thorpe)
- Karina Ortiz (Fille de Thorpe)
- Richard K. Brevard (Barman)
- Julito McCullum (Willie Hayward)
- John Behlmann (Officier Timothy Doherty)
- Shannon Michael Wamser (Sergent)
- Deshawn Harold Mitchell (Policier)
- Sidiki Fofana (Malfrat de Moïse #1)
- Jimmy Brooks (Malfrat de Moïse #2)
- Victor Slezak (Chief du Renseignement Helfond)
- Raissa Dorff (Avocat de la défense)

### Épisode 18:Affaire non classée
- États-Unis /  Canada : 4 avril 2014 sur CBS / CTV
- Québec : 23 décembre 2014 sur Séries+
- Belgique : 6 mars 2015 sur RTL TVI
- France : 1er octobre 2017 sur W9

- États-Unis : 11,69 millions de téléspectateurs[46]
- Canada : 1,992 million de téléspectateurs[47]

- Abigail Hawk (Abigail Baker)
- Gregory Jbara (Garrett Moore)
- Holt McCallany (Robert McCoy)

### Épisode 19:On ne badine pas avec la poésie
- États-Unis /  Canada : 11 avril 2014 sur CBS / CTV
- Québec : 30 décembre 2014 sur Séries+
- Belgique : 13 mars 2015 sur RTL TVI
- France : 8 octobre 2017 sur W9

- États-Unis : 11,05 millions de téléspectateurs[48]
- Canada : 1,953 million de téléspectateurs[49]

- Abigail Hawk (Abigail Baker)
- Gregory Jbara (Garrett Moore)
- Vanessa Ray (Officier Eddie Janko)
- Robert Clohessy (Sergent Gormley)
- Jennifer Cody (Amber)
- Harri Molese (Elderly lady)
- Janet Zarish (Valerie Daniels)
- Gregg Edelman (Seymour Kerwin)
- Robbie Sublett (Spencer Croft)
- Justin Adhoot (Raj Choudry)
- Michael Braun (Jeremiah Kade)
- Emma Galvin (Maggie Parker)
- Chris McKinney (Bobby Flores)
- Racine Russell (Officier Cosgrove)
- Jay Devore (Milo Finley)
- Molly Anne Coogan (Keira)
- Nikki Guevara (Hayley)
- Salvatore Inzerillo (Jorge)
- Alex Trow (Jogger)

### Épisode 20:Conflits d'intérêts
- États-Unis /  Canada : 25 avril 2014 sur CBS / CTV
- Québec : 6 janvier 2015 sur Séries+
- Belgique : 13 mars 2015 sur RTL TVI
- France : 8 octobre 2017 sur W9

- États-Unis : 11,05 millions de téléspectateurs[50]
- Canada : 1,762 million de téléspectateurs[51]

- Abigail Hawk (Abigail Baker)
- Gregory Jbara (Garrett Moore)
- Vanessa Ray (Officier Eddie Janko)
- Brent Werzner (Christopher Collins)
- Angela Sarafyan (Frannie Ferguson)
- Karlin Biederman (Alex Collins)
- Charlie Semine (Officier Cutter)
- Tonya Glanz (Officier Kara Walsh)
- Vincent Curatola (Chef Norm Valenti)
- Mark David Watson (Officier Spencer)
- Guiesseppe Jones (Officier Coles)
- Gameela Wright (Reporter # 1)
- Cormac Bluestone (Reporter # 2)
- Brian Roland (Richard)
- Tibor Feldman (Dr Craig Esterbrook)
- David Rasche (Armin Janko)
- Jeff Wiens (Avocat de Cutter)
- Tracy Wilder (Avocat de Walsh)

### Épisode 21:Double vie
- États-Unis /  Canada : 2 mai 2014 sur CBS / CTV
- Québec : 13 janvier 2015 sur Séries+
- Belgique : 20 mars 2015 sur RTL TVI
- France : 15 octobre 2017 sur W9

- États-Unis : 11,59 millions de téléspectateurs[52]
- Canada : 1,929 million de téléspectateurs[53]

- Abigail Hawk (Abigail Baker)
- Gregory Jbara (Garrett Moore)
- Vanessa Ray (Officier Eddie Janko)
- Robert Clohessy (Sergent Gormley)
- James Nuciforo (Détective Nuciforo)
- John Ventimiglia (Dino Arbogast)
- Tom Day (Docteur)
- Haviland Morris (Lorraine Tomlin)
- Jeff Mantel (Capitaine de l'ESU)
- Adrian M. Matilla (Ticky/Malfrat # 2)
- Brian Roland (Richard)
- Gabriel Rush (Tyler Jeffries)
- James Michael Farrell (Détective Drexel)
- Kevin Kane (Officier Bill Becker)
- Judy Marte (Vivian)
- Louie Leonardo (Santo Castillo)
- Andrea Ramos (Marianna)

### Épisode 22:Le Vrai Visage des héros
- États-Unis /  Canada : 9 mai 2014 sur CBS[54] / CTV
- Québec : 20 janvier 2015 sur Séries+
- Belgique : 20 mars 2015 sur RTL TVI
- France : 15 octobre 2017 sur W9

- États-Unis : 11,78 millions de téléspectateurs[55]
- Canada : 2,012 millions de téléspectateurs[56]

- Abigail Hawk (Abigail Baker)
- Gregory Jbara (Garrett Moore)
- Vanessa Ray (Officier Eddie Janko)
- Robert Clohessy (Sergent Gormley)
- John Ventimiglia (Dino Arbogast)
- Bebe Neuwirth (Kelly Peterson)
- Demosthenes Chrysan (Bartosz Mazurski)
- Walid Amini (Baltazar Aboud)
- Jen Ponton (Kasia Mazurski)
- Joe Perrino (Portier Sergio)
- Glenn Fleshner (Finney)
- Robert G. McKay (Bangs)
- Brian Roland (Richard)
- Amy Morton (Amanda Harris)
- Edvin Ortega (Policier en uniforme # 1)
- Jessica Perez (Melissa Galsillo)